# بوب جاي بيري
بوب جاي بيري (بالإنجليزية: Bob J. Perry)‏ هو شخصية أعمال أمريكي، ولد في 30 أكتوبر 1932، وتوفي في 13 أبريل 2013.